# Igrejas Reformadas na Indonésia
As Igrejas Reformadas na Indonésia (IRI) - em Indonésio Gereja-Gereja Reformasi di Indonesia (GGRI)  - formam uma denominação reformada continental na Indonésia. Esta, foi constituída em 2012, pela fusão de 3 denominações reformadas fundadas por missionários das Igrejas Reformadas Liberadas.

## História

### Igrejas Reformadas na Indonésia (Sonda Oriental)
Em 1881, as Igrejas Reformadas Liberadas começaram a plantar igrejas em Sonda Oriental. Deste trabalho, surgiram várias congregações reformadas. Parte destas igrejas se uniu e formou uma denominação chamada Igrejas Reformadas na Indonésia (Sonda Ocidental) - em indonésio Gereja-Gereja Reformasi di Indonesia (Nusatenggara Timur).
Em 2004, essa denominação tinha 14 igrejas e 4.200 membros.

### Igrejas Reformadas na Indonésia (Calimantã Ocidental)
Em 1949, as Igrejas Reformadas Liberadas começaram a plantar igrejas em Calimantã Ocidental. Deste trabalho, surgiram várias congregações reformadas, que juntas constituíram as Igrejas Reformadas na Indonésia (Calimantã Ocidental) - em indonésio Gereja-Gereja Reformasi di Indonesia (Kalimantan Barat).
Em 2004, essa denominação tinha 19 igrejas e 3.000 membros.

### Igrejas Reformadas na Indonésia (Papua Ocidental)
Em 1958, as Igrejas Reformadas Liberadas e Igrejas Reformadas Canadenses e Americanas começaram a plantar igrejas em Papua Ocidental. Deste trabalho, surgiram várias congregações reformadas, que juntas constituíram as Igrejas Reformadas na Indonésia (Papua Ocidental) - em indonésio Gereja-Gereja Reformasi di Indonesia (Irian Jaya). O primeiro sínodo da denominação foi realizado em 1988.
Em 2004, essa denominação tinha 58 igrejas e 4.000 membros.

### Processo de fusão
Desde 1983, as 3 denominações começaram a ter contato e passaram a realizar uma conferência conjunta há cada 4 anos. 
Em 2012, as 3 denominações formaram uma federação nacional e passaram a realizar um sínodo nacional.
Em 2004, as 3 denominações antecessoras somavam 11.200 membros, em 91 igrejas.
Em 2022, novas estatísticas foram divulgadas, relatando que as Igrejas Reformadas na Indonésia tinham 32.892 membros, em 234 igrejas e congregações.

## Doutrina
As IRL subscrevem as Três Formas da Unidade (Cânones de Dort, Catecismo de Heidelberg e Confissão Belga).

## Relações intereclesiásticas
A denominação faz parte da Conferência Internacional das Igrejas Reformadas. Além disso, possui contato ecumênico com a Igreja Presbiteriana Ortodoxa e relacionamento de igreja-irmã com as Igrejas Reformadas Liberadas.